# Felix IV
Felix IV, född i Samnium, död 22 september 530, var påve från den 12 juli 526 till sin död, 22 september 530. Helgon i katolska kyrkan, med festdag 22 september.

## Biografi
Felix av Samnium var son till en man vid namn Castorius, och var vid sin utnämning till påve kardinalpräst. Sedan påve Johannes I avlidit i fängelse, offer för goternas kung Theoderik, lyftes han fram som påvekandidat av goterkungen, och prästerskapet och folket gav honom sitt godkännande. Han konsekrerades till biskop av Rom den 12 juli 526.
Som påve drog han fördel av sin personliga gunst hos Theoderik för kyrkans räkning. När Theoderik avled efterträddes han av sin dotter Amalasuntha, som var förmyndarregent åt sin son Atalarik. Amalasuntha var välvilligt inställd till katolikerna, och prästerna i Rom kunde därför klaga på hur den civila makten inverkade på deras kyrka. Under Felix pontifikat undertecknade Cassiodorus en edikt som kodifierade den traditionsvunna  jurisdiktionsrätten mellan kyrka och stat: om en lekman begick brott mot en kyrkans man skulle saken föras upp i ecklesiastikal domstol. Brotten belades med bötesstraff; boten skulle gå till de fattiga genom påven. Amalasuntha skänkte Felix Romulus tempel och Templum sacrae urbis på Forum Romanum. Felix konsekrerade templen till kyrka, som gavs namnen Santi Cosma e Damiano, där han även lät uppföra en absidmosaik som ännu finns att beskåda.
Felix deltog i den semipelagianska striden i södra Gallien, godkände Caesarius av Arles skrift om nåden och den fria viljan (De gratia et libero arbitrio) och sände till de sydgalliska biskoparna de capitula, som 529 promulgerades såsom beslut på kyrkomötet i Arles.
Den djupa klyftan i Roms prästerskap mellan anhängare till goter och anhängare till Bysantinska riket, föranledde Felix att för fredens bevarande utse en efterträdare på sin dödsbädd. Han gav Bonifatius palliet, och lät offentliggöra att denne var den han helst önskade bli påve sedan han dött. 
Felix IV benämns ibland Felix III då Felix II anses vara en motpåve.